# Jan Joest van Kalkar

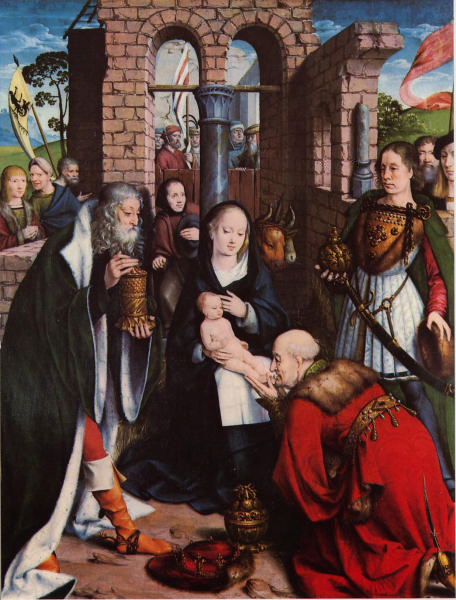
Pokłon Trzech Króli, fragm. ołtarza w kościele św. Mikołaja w Kalkarze (1505-08)

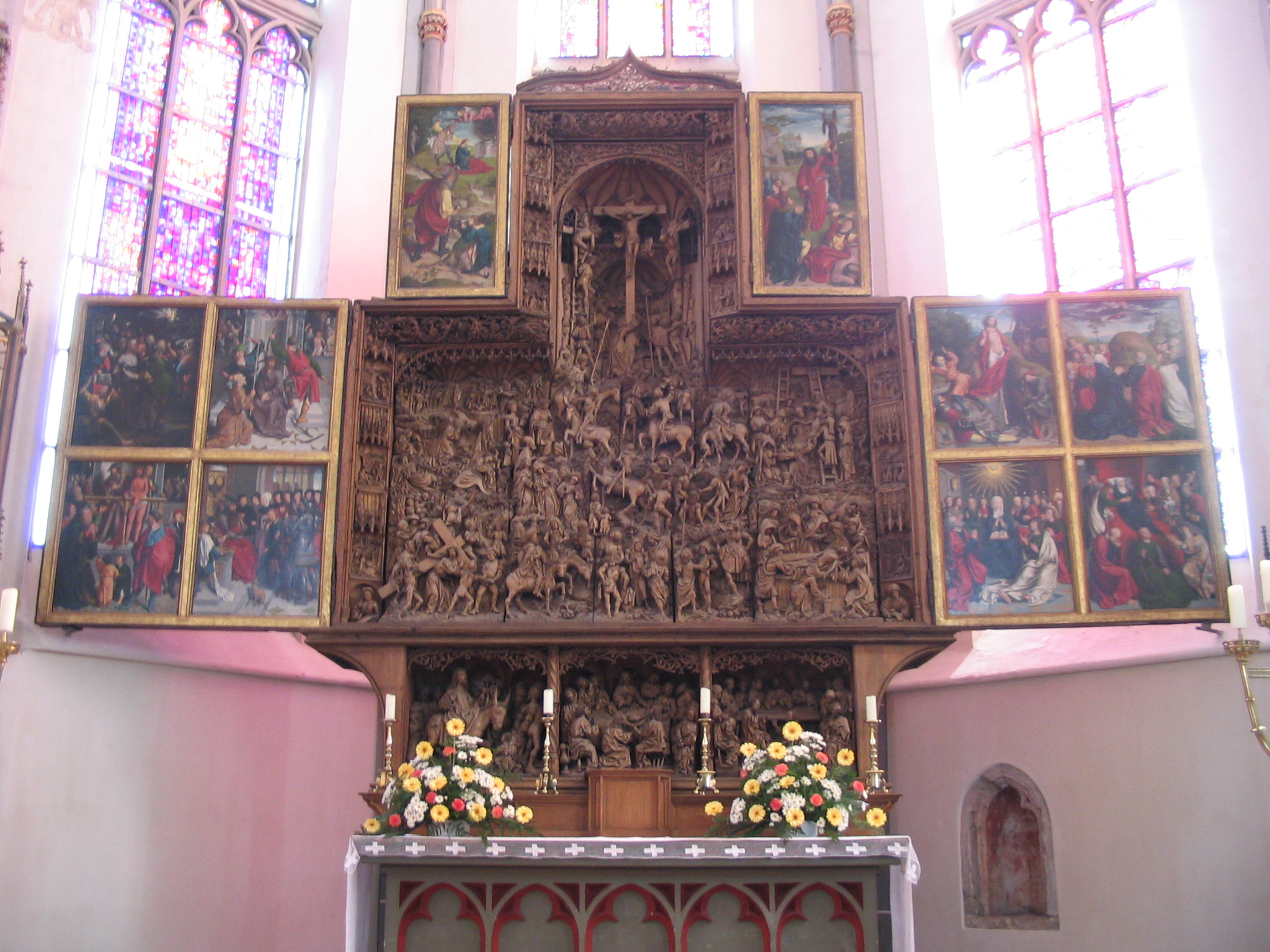
Ołtarz główny w kościele św. Mikołaja w Kalkarze

Jan Joest van Kalkar  lub Jan Joest van Haarlem (ur. między 1450 a 1460 w Wesel, zm. w 1519 w Haarlemie) – niemiecko-niderlandzki malarz, rysownik i rzeźbiarz.
Kształcił się być może w warsztacie swego wuja Dericka Baegerta. W l. 1491-1508 działał w Kalkarze. W 1512 przebywał w Werden nad Ruhrą.  Od 1509 zamieszkał w Haarlemie. Prawdopodobnie odbył też podróż do Włoch (Genua, Neapol).
Jego uczniami byli Bartholomäus Bruyn i Joos van Cleve.
Malował obrazy ołtarzowe, sceny rodzajowe, pejzaże i portrety. 
Jego głównym dziełem jest ołtarz główny  Życie Chrystusa (1505-08) w kościele św. Mikołaja w Kalkarze. W 20 wielkoformatowych kwaterach przedstawił sceny z życia i Pasji Chrystusa. Wykonał też ołtarz Siedem boleści Marii (1505) do katedry w Palencii. Tworzył pod wpływem Gerarda Davida i Geertgena tot Sint Jansa.

## Wybrane dzieła
- Portret mężczyzny -  ok. 1505, 32 × 21 cm, Germanisches Nationalmuseum, Norymberga
- Adoracja Dzieciątka -  1515, 104 x 70 cm, Metropolitan Museum of Art, Nowy Jork
- Pojmanie Chrystusa -  Musée des Beaux-Arts, Dijon
- Tryptyk Adoracja Dzieciątka -  Stara Pinakoteka, Monachium